# تپه نوشیروان۲
تپه نوشیروان۲ مربوط به دوره اشکانیان - دوره ساسانیان است و در شهرستان سرپل ذهاب، بخش مرکزی، دهستان دشت ذهاب، ۱ک متری شمال روستا ی نوشیروان واقع شده و این اثر در تاریخ ۱۸ اسفند ۱۳۸۷ با شمارهٔ ثبت ۲۴۹۰۱ به‌عنوان یکی از آثار ملی ایران به ثبت رسیده است.